# Nannophlebia adonira
Nannophlebia adonira – gatunek ważki z rodziny ważkowatych (Libellulidae).